# Gyenge Zoltán
Gyenge Zoltán (Berettyóújfalu, 1962. szeptember 14. –) filozófus, író, műfordító, egyetemi tanár, az SZTE BTK dékánja.

## Életpályája
Alap- és középfokú tanulmányait szülőhelyén végezte. Eredetileg jogásznak tanult. Alapdiplomáját a József Attila Tudományegyetem Állam- és Jogtudományi Karán szerezte 1986-ban. Filozófia szakos diplomáját 1989-ben szerezte az Eötvös Loránd Tudományegyetemen. 1995-ben a filozófia tudományok kandidátusa lett, habilitációját 2000-ben védte meg. 2005-től az MTA Doktora, 2006-tól egyetemi tanár.
1986-tól a Szegedi Tudományegyetemen tanít. Tanulmányokat folytat Bécsben (1990), majd Heidelbergben (1993). 2008-tól az SZTE Filozófia Tanszékének tanszékvezető professzora. A Málnási Bartók György Filozófiai Doktori Iskola helyettes vezetője. A Filozófiai Mesterképzés vezetője.
2003-2005 között az SZTE BTK tudományos dékánhelyettese. 2011-2014-ig az SZTE BTK Professzori Tanács elnöke. 2014 és 2017 között az SZTE BTK általános dékánhelyettese, 2017-től az SZTE BTK dékánja. Számos tisztséget töltött be különböző pozíciókban (OTKA, Akkreditációs Bizottság). A Magyar-Német Filozófiai Társaság alapító tagja. 2015-től 2018-ig a Magyar Filozófiai Társaság elnöke.

## Tudományos tevékenység
Kutatási területe az egzisztencializmus, a német idealizmus, illetve művészetfilozófia. Kierkegaard filozófiájának legismertebb magyar kutatója, számos tanulmányt, könyvet írt róla. Kiemelten foglalkozik a német romantikával és a német idealizmussal, ezen belül elsősorban Schellinggel. Kandidátusi disszertációját Kierkegaard és Schelling filozófiájának összefüggéseiből írta. MTA doktori fokozatát Kierkegaard-ról írt könyvével szerezte. Vendégelőadó volt több hazai és külföldi egyetemen és intézetben (Weimar, Koppenhága). Számos hazai és nemzetközi konferencia résztvevője, szervezője (Naumburg, Frankfurt, Koppenhága, Weimar stb.).
Az EXISTENTIA című lap alapítója, és rövid ideig szerkesztője. Az Ad hominem című sorozat szerkesztője, amelyben számos monográfia jelent meg különböző filozófusokról (Hegel, Leibniz, Foucault, Schelling, Spengler, Kierkegaard, Merleau-Ponty, Pascal), nem egyszer első hazai megjelenésként. A Kierkegaard Research Centre és a Jelenkor Kiadó gondozásában megjelenő dán összkiadás (Kierkegaard Skifter) alapján készülő tíz kötetes Kierkegaard sorozat egyik szerkesztője.
Műfordítói munkája jelentős. Kierkegaard és Schelling több művének fordítója.
Az utóbbi időben elsősorban művészetfilozófiával foglalkozik. Ebben a témakörben jelent meg 2011-ben A szépség akarat című kötetben egy Caravaggio értelmezése, majd 2014-ben a Kép és mítosz. A mitológia esztétikája című műve. Ugyanakkor legalább annyira szépirodalmi, mint filozófiai munkásságának része egy álnéven írott mű: Pszeudo Kierkegaard: A megfordult világ (2012).

## Magánélet
Nős, felesége dr. Nagy Márta, bíró, egyetemi oktató. Két gyermeke van, András (1986) szociológus, Anna Júlia (1991) divattervező.

## Művei

### Könyvek
- Kierkegaard és a német idealizmus Ictus: Szeged. 1996. 229. o.
- Az egzisztencia évszázada Veszprémi HTA: Veszprém 2001 204. o.
- Schelling élete és filozófiája. /A német idealizmus legrégebbi rendszerprogramja fordításával/ Máriabesnyő-Gödöllő: Attraktor Kiadó 2005. 252. o.
- Zarathustra és Viktor Eremita Veszprémi HTA: Veszprém 2006.217. o.
- Kierkegaard élete és filozófiája. /A Kierkegaard könyvtár teljes katalógusával/ Máriabesnyő-Gödöllő: Attraktor Kiadó 2007.370. o.
- A szépség akarata – kép és filozófia (társszerző: Heller Ágnes / Bacsó Béla és Gábor György). Budapest: Typotex 2011. (67-127. o.)
- A megfordult világ. Budapest / Bratislava: Kalligram 2012. 206. o.
- Kép és mítosz. A mitológia esztétikája. Budapest, Typotex 2014. 232. o.
- Søren Kierkegaard 1813-2013. (szerk.) Budapest: L'Harmattan, 2014. 323. o.
- Emberlétünk határai. Máriabesnyő-Gödöllő: Attraktor 2016. 219. o.
- Kép és mítosz II. A mitológia esztétikája. Budapest: Typotex 2016. 276. o.

### Fontosabb írások
- A megértett idő in: Existentia 1992/1-4.417-444. o.
- Existenz und Ewigkeit (Über die Zeitauffassung von Schelling und Kierkegaard) in: Existentia 1992/1-4. 95-416. o.
- Die Tragödie der Ideen - gondolatok a "magyar Faust" értelmezéséhez. In: Régi és új peregrináció I III. Nemzetközi Filológiai Társaság, Budapest: Scriptum, 1993. 763-768. o.
- Über die Begriffe der Zeit und Sein bei Schelling und Kierkegaard Akten der Fachtagung der Internationalen Schelling-Gesellschaft. 1999. 107-117. o.
- Kierkegaard Forschung in Ungarn. Vergangenheit und Gegenwart. Kierkegaard Studies 2000. ed. Niels Jörgen Cappelřrn and Hermann Deuser. Berlin / New York: Walter de Gruyter 341-357. o.
- A XIX. század új mitológiája: a mese szerepe Søren Kierkegaard filozófiájában Pro Philosophia, Filozófiai Füzetek. Veszprém 28. 2001. 15-29. o.
- Gyenge Zoltán: Die Wirklichkeit der Existenz (Über die Seinsanalyse Kierkegaards) in: Prima Philosophia. hrsg. Gehlhaar / Jaeggi. Junghans Verlag: Cuxhaven / Dartford 2001. Bd.14., Heft 4. 389-399. o.
- Zur Erörterung der Seinslehre in der Kierkegaard-Nachschrift in: Prima Philosophia. hrsg. Gehlhaar / Jaeggi. Junghans Verlag: Cuxhaven / Dartford 2005. Bd.18., Heft 1. 53-66. o.
- The Concept of Beauty or „die reale Schönheit”. in: Ethics and Heritage. Pécs: Brambauer 2006.63-71. o.
- The Heteronomy of sin. Richard, Agamemnon or perhaps Abraham? In: Shakespeare. Philosophical Aspect. Revue Internationale de Philosophie. Paris: Vrin. 1-2009. vol. 63. no. 247..73-86. o.
- Önkény és szabadság kérdése a Titus Andronicusban. In: Lábjegyzetek Platónhoz. 8. 2010. Szeged: Pro Philosophia. pp. 49–57
- Ähnlichkeiten und Diskrepanzen: Nietzsche und Kierkegaard in der ungarischen Rezeption. In: Renate Reschke / Marco Brusotti (szerk) Einige werden posthum geboren. Nietzsches Wirkungen. Berlin / New York: Walter de Gruyter 2012. 595-603. o.

### Fontosabb fordítások
- Søren Kierkegaard: Az ismétlés (fordítás, jegyzetek, utószó), Szeged 1993, Budapest 2008. (Soós Anitával)
- Søren Kierkegaard: Berlini töredék (fordítás, jegyzetek) Budapest: Osiris Horror Metaphysicae 2001
- F.W.J. Schelling: Stuttgarti magánelőadások. Máriabesnyő-Gödöllő: Attraktor Kiadó 2007. (fordítás, utószó, jegyzetek – Weiss Jánossal)
- Sören Kierkegaard: Életstádiumok. Pécs: Jelenkor 2009. kontrollfordítás
- F.W.J. Schelling: Filozófiai vizsgálódások az emberi szabadság lényegéről. Gödöllő: Attraktor. 2010. fordítás, jegyzetek, szerkesztés – Boros Gáborral és Weiss Jánossal)

## Díjak és elismerések
- MTA SZAB pályázati díj, 1987.
- Kierkegaard pályázat, Magyar Filozófiai Társaság , MTA díj, 1990.
- MTA SZAB pályázati első díj, 1994.
- ÖAAD ösztöndíj, 1990.
- DAAD ösztöndíj, 1993.
- Széchenyi Professzori Ösztöndíj, 1997.
- Széchenyi István Ösztöndíj, 2003.
- Fitz Díj az év legjelentősebb könyvéért, 2007. (Kierkegaard élete és filozófiája)[8]
- Az Év Szerzője, 2014. Typotex (Kép és filozófia)